# Rik Mayall
Pour les articles homonymes, voir Mayall.
Richard Michael Mayall dit Rik Mayall (7 mars 1958 à Harlow - 9 juin 2014 à Barnes) est un acteur comique britannique.

## Biographie
Il commence sa carrière à l'âge de six ans au théâtre. Plus tard en 1975, à l'Université de Manchester, il rencontre Adrian Edmonson avec qui il joue au fameux Comedy Store de Londres, puis dans la série télévisée Bottom.
Très tôt, à l'âge de 24 ans, il devient un acteur de séries très populaire en Grande-Bretagne puis un auteur à succès, notamment récompensé en 1987 pour son rôle d'Alan B'Stard dans la série The New Statesman dont l'humour au vitriol est une critique acide de l'ère Margaret Thatcher.
En 1998, il se blesse gravement à la suite d'un accident de quad et tombe plusieurs jours dans le coma. 
Il meurt à l'âge de 56 ans d'une crise cardiaque à son domicile, le 9 juin 2014.

## Filmographie partielle
- 1981 : Le Loup-garou de Londres : Joueur d'échecs
- 1981 : Shock Treatment : Ricky
- 1982-1984 : Les Branchés débranchés (The Young Ones) (série télévisée) : Rick
- 1987-1992 : The New Statesman (série télévisée) : Alan B'Stard
- 1991 -1995 : Bottom (série télévisée) : Richie
- 1991 : Fais de l'air, Fred (Drop Dead Fred) : Drop Dead Fred
- 1994 : Astérix et les Indiens : Assurancetourix (doublage britannique, non crédité)
- 1999 : Hôtel Paradiso, une maison sérieuse (Guest House Paradiso), d'Adrian Edmondson : Richard Twat
- 2000 : Le Retour de Merlin : Merlin
- 2001 : L'Aventurier du grand nord (Kevin of the North) : Carter
- 2003 : Vaillant : Pigeon de combat ! (Valiant) : Cufflingk (voix)
- 2008 : Evil Calls: The Raven (en)

## Divers
Rick Mayall apparait également dans le clip Peter Gunn d'Art of Noise.
Il a participé à la comédie musicale Jesus Christ Superstar où il jouait Hérode.
Il était parmi les gens présents dans Tom et Vicky aux côtés de Richard Attenborough décédé la même année.